# Echipa națională de baschet masculin a Cehiei
Echipa masculină de baschet a Cehiei este echipa națională care reprezintă Cehia în competițiile interțări oficiale sau amicale de baschet masculin. Echipa este controlată de Federația Cehă de Baschet.
Cehia este succesoarea echipei naționale a Cehoslovaciei, după ce Republica Cehă s-a desprins de Cehoslovacia, ca urmare a dizolvării statului unificat în 1993. Echipa națională a Republicii Cehe și-a făcut debutul în competițiile internaționale în cadrul unei calificări pentru EuroBasket în 1993. În total, echipa s-a calificat de șase ori la acest turneu. De asemenea, Cehia s-a calificat și la Cupa Mondială de Baschet FIBA, unde echipa a ajuns în sferturile de finală la prima sa participare, în 2019.